# Francesco della Penna
Pour les articles homonymes, voir Penna.

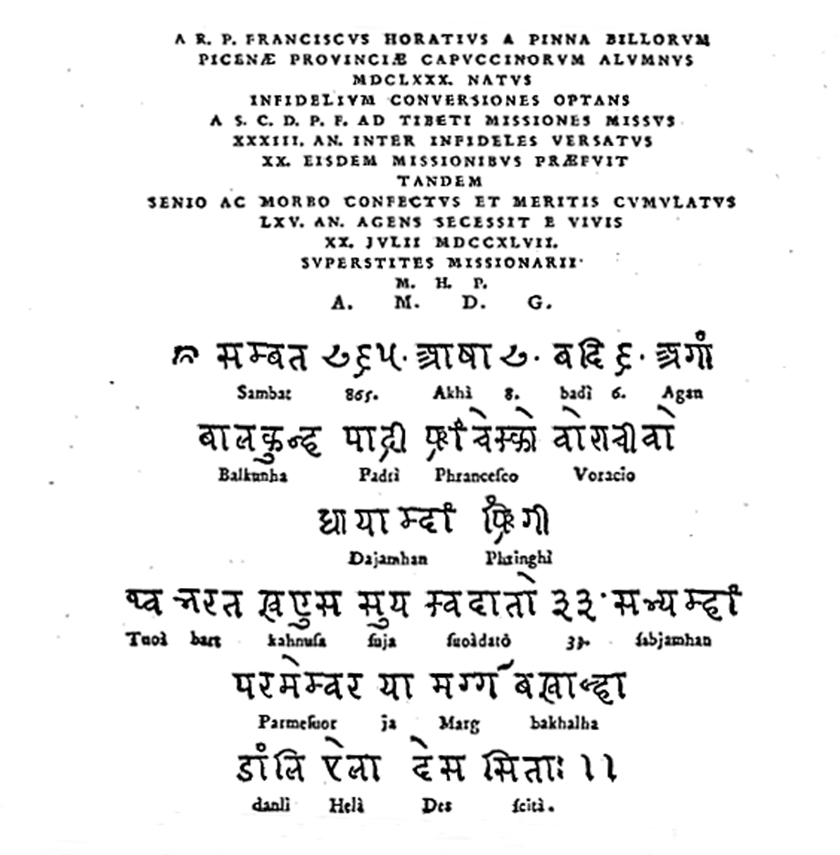
Épitaphe en latin et Nepalbhasha sur la pierre tombale de Della Penna qui a été enterrée à Patan, Népal.

Francesco Orazio Olivieri della Penna (né en 1680 à Pennabilli, dans les États pontificaux et mort le 20 juillet 1745 à Patan, au Népal) est un religieux capucin italien qui fut missionnaire chrétien au Tibet avec le titre de préfet de cette Mission.

## Biographie
Né à Pennabilli, Francesco della Penna entra dans les ordres au monastère capucin de Pietrarubbia. Alors qu'il s'y trouvait, un décret de la Sacrée congrégation pour la propagation de la foi décida de l'établissement d'une mission catholique « en direction de la source du Gange, vers le royaume du Tibet. » Della Penna se trouva parmi ceux qui furent sélectionnés. Des missionnaires partirent en 1704 et arrivèrent à Lhassa le 12 juin 1707.
Fin 1711, l'un d'entre eux, le père Domenico da Fano retourna à Rome après que les missionnaires qui manquaient d'argent et risquaient de mourir de faim, eurent décidé de se réorganiser. Francesco della Penna faisait partie de la seconde mission qui arriva à Lhassa le 1er octobre 1716 avec 2 autres capucins, lesquels informèrent le jésuite Ippolito Desideri à Lhassa depuis le 17 mars 1716 qu'ils avaient écrit à Rome pour demander que la mission du Tibet soient octroyée exclusivement aux capucins. Desideri répondit qu'il se plierait à cette requête et quitterait le Tibet dès qu'un ordre arriverait de la Congrégation pour l'évangélisation des peuples, ce qui survint en 1721.
Il étudia le tibétain et la culture tibétaine au monastère de Séra sous la houlette d'un lama. C'est à cette époque qu'il commença à composer son dictionnaire tibétain-italien, qui, vers 1732, comprenait déjà 33 000 mots. Il traduisit aussi du tibétain quelques ouvrages de référence, et, en tibétain la Doctrine chrétienne de Robert Bellarmin, ainsi que le Trésor de la doctrine chrétienne de Thurlot. Il traduisit en italien l'Histoire de la vie et des ouvrages de Shakiatuba, restaurateur du Lamaïsme, Les trois chemins menant à la perfection, ainsi qu'un traité Sur la réincarnation et la prière à Dieu. Il semble qu'une presse à imprimer en tibétain fut fabriquée pendant ce séjour de Della Penna à Lhassa.
Della Penna partit du Tibet en 1731 et arriva à Rome en 1736 pour y chercher de l'aide et des subsides. Il en reçut d'un prélat espagnol, le cardinal Belluga, puis retourna à Lhassa où il parvint le 6 janvier 1741.
Della Penna était bien vu au Tibet, où on l'appelait « le lama blanc » et où on le respectait pour sa connaissance de la langue et de la culture tibétaines. Cependant il rencontra des problèmes qu'il n'avait pas prévus lorsque le 7e Dalai Lama, Kelzang Gyatso, lui avait accordé, à lui et à ses compagnons, pleine liberté de culte et de prédication. Après qu'une vingtaine de Tibétains et de Tibétaines se furent convertis au christianisme, ils refusèrent de recevoir la bénédiction du Dalai Lama, ainsi que de prendre part aux prières lamaïques obligatoires. Après un long procès, le 22 mai 1742, cinq chrétiens tibétains furent flagellés. Della Penna fut reçu en audience par le Dalai Lama, mais le sort de la mission était scellé. Il partit le 20 avril 1745 pour le Népal, mais mourut à Patan le 20 juillet 1745.